# Миллен
Миллен (нем. Miellen) — община в Германии, в земле Рейнланд-Пфальц. 
Входит в состав района Рейн-Лан. Подчиняется управлению Бад Эмс.  Население составляет 411 человек (на 31 декабря 2010 года). Занимает площадь 2,05 км².